# Свети Димитър (Калевища)
Вижте пояснителната страница за други значения на Свети Димитър.
„Свети Димитър“ (на гръцки: Αγίου Δημητρίου) е възрожденска православна църква, разположена в село Калевища, днес Кали Вриси, дем Нестрам, Гърция. Храмът е част от Костурската епархия.
Църквата е построена в 1860 година или в 1865 година. Представлява голяма трикорабна базилика с мраморен иконостас. Трите кораба са разделени от двойки мраморни колони.